# Gustavo Menezes

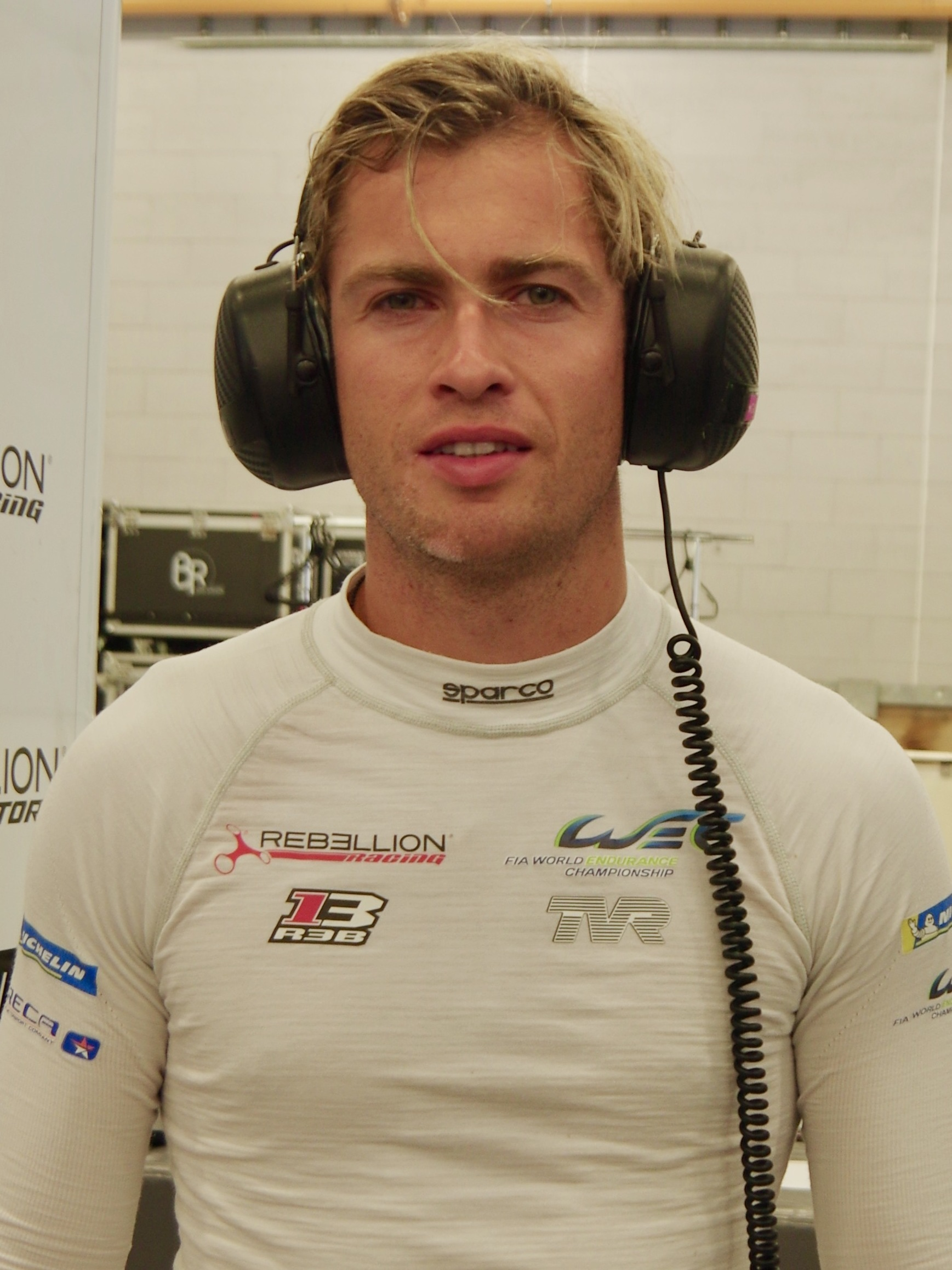
Gustavo Menezes 2019

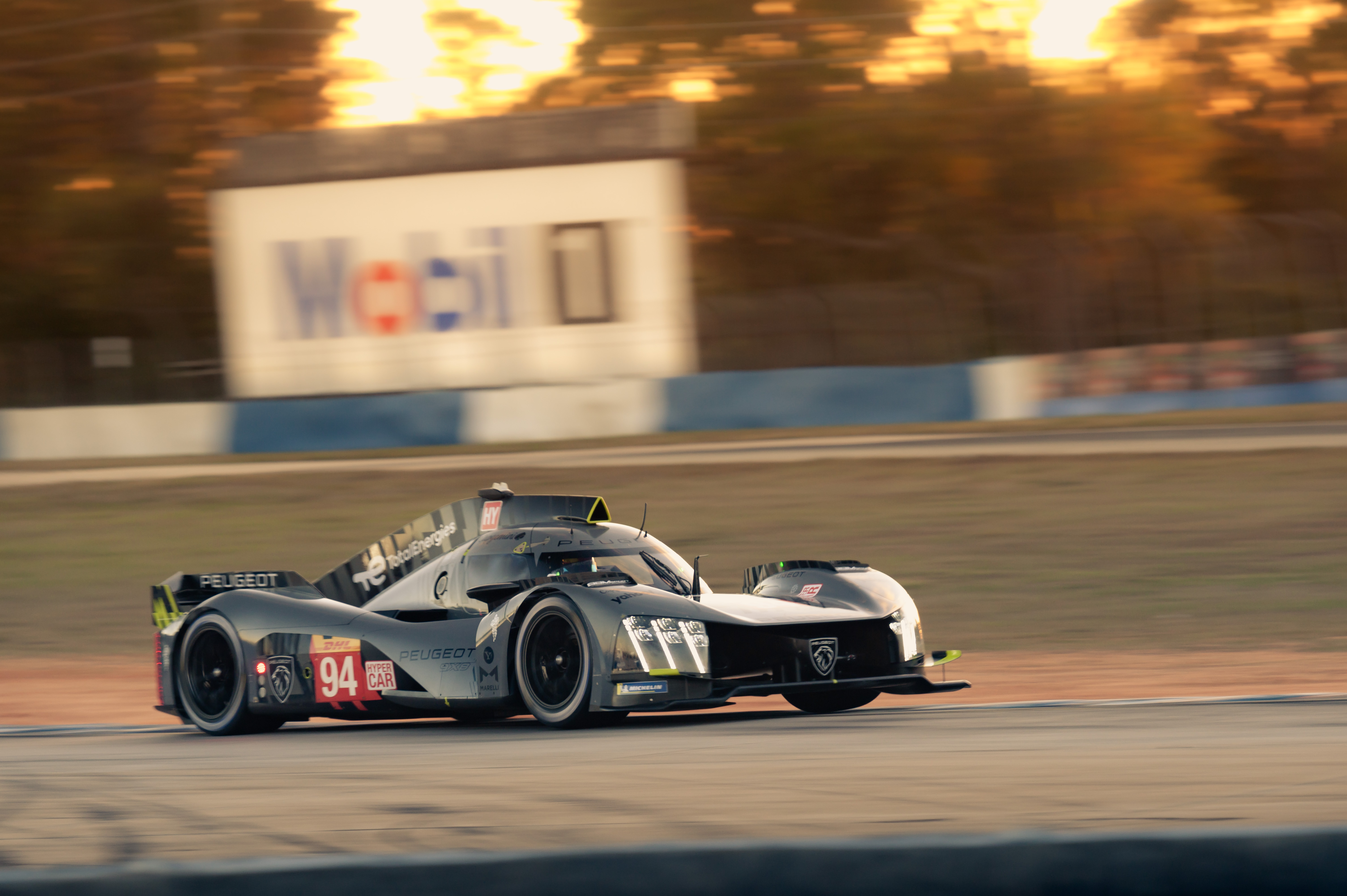
Der von Gustavo Menezes beim 1000-Meilen-Rennen von Sebring 2023 gefahrene Peugeot 9X8

Gustavo Soibelmann Menezes (* 19. September 1994) ist ein US-amerikanischer Automobilrennfahrer. Er startete 2014 und 2015 in der europäischen Formel-3-Meisterschaft.

## Karriere
Menezes begann seine Motorsportkarriere 2002 im Kartsport, in dem er bis 2010 aktiv blieb. Er gewann mehrere US-amerikanische Meisterschaften und war Werksfahrer bei Tony Kart. 2010 gab er zudem sein Debüt im Formelsport und trat zu zwei Rennen der Pacific F2000 an. 2011 wechselte Menezes zu Juncos Racing in die Star Mazda Championship. Mit einem dritten Platz beendete er die Saison auf dem achten Gesamtrang. Darüber hinaus nahm er für Interwetten Racing in Europa an einigen Rennen von zwei Rennserien teil. In der alpinen Formel Renault wurde er 18. in der Gesamtwertung, im Formel Renault 2.0 Eurocup erreichte er den 37. Gesamtrang. 2012 wechselte Menezes in der Star Mazda Championship zum Team Pelfrey. Während sein Teamkollege Jack Hawksworth die Meisterschaft gewann, wurde er Neunter im Gesamtklassement. Im Formel Renault 2.0 Eurocup absolvierte er zwei Gaststarts für Fortec Motorsports.
2013 wechselte Menezes zu Van Amersfoort Racing in den deutschen Formel-3-Cup. Er gewann zwei Rennen und stand insgesamt achtmal auf dem Podium. Er schloss die Saison als bester Pilot, der nicht für Motoparc Academy gefahren war, auf dem vierten Platz der Fahrerwertung ab. Darüber hinaus bestritt er für RSR Racing im Sportwagenprototypen ein Rennen der American Le Mans Series (ALMS). 2014 blieb Menezes bei Van Amersfoort Racing und erhielt ein Cockpit in der europäischen Formel-3-Meisterschaft. Mit zwei dritten Plätzen erreichte er zwei Podest-Platzierungen. Während sein Teamkollege Max Verstappen mit zehn Siegen Dritter wurde, lag Menezes am Saisonende auf dem elften Gesamtrang. Darüber hinaus nahm Menezes 2014 für RSR Racing an einem Rennen der neugegründeten United SportsCar Championship (USCC) teil. 2015 startete Menezes für Jagonya Ayam with Carlin in der europäischen Formel-3-Meisterschaft. Mit zwei vierten Plätzen als beste Ergebnisse wurde er 13. in der Fahrerwertung.

## Statistik

### Karrierestationen
| - 2002–2010: Kartsport - 2010: Pacific F2000 (Platz 14) - 2011: Star Mazda Championship (Platz 8) - 2011: Formel Renault 2.0 Eurocup (Platz 37) | - 2011: Alpine Formel Renault (Platz 18) - 2012: Star Mazda Championship (Platz 9) - 2013: Deutsche Formel 3 (Platz 4) - 2013: ALMS, PC | - 2014: Europäische Formel 3 (Platz 11) - 2014: USCC, PC (Platz 52) - 2015: Europäische Formel 3 (Platz 13) |

### Einzelergebnisse in der europäischen Formel-3-Meisterschaft
| Jahr | Team                     | Motor      | 1   | 2   | 3   | 4   | 5   | 6   | 7   | 8   | 9   | 10  | 11  | 12  | 13  | 14  | 15  | 16  | 17  | 18  | 19  | 20  | 21  | 22  | 23  | 24  | 25  | 26  | 27  | 28  | 29  | 30  | 31  | 32  | 33  | Punkte | Rang |
| ---- | ------------------------ | ---------- | --- | --- | --- | --- | --- | --- | --- | --- | --- | --- | --- | --- | --- | --- | --- | --- | --- | --- | --- | --- | --- | --- | --- | --- | --- | --- | --- | --- | --- | --- | --- | --- | --- | ------ | ---- |
| 2014 | Van Amersfoort Racing    | Volkswagen | SIL | SIL | SIL | HO1 | HO1 | HO1 | PAU | PAU | PAU | HUN | HUN | HUN | SPA | SPA | SPA | NOR | NOR | NOR | MOS | MOS | MOS | SPI | SPI | SPI | NÜR | NÜR | NÜR | IMO | IMO | IMO | HO2 | HO2 | HO2 | 91     | 11.  |
| 2014 | Van Amersfoort Racing    | Volkswagen | 16  | 13  | 18  | DNF | 21  | 9   | 15  | 13  | DNF | 17  | 7   | 8   | 6   | 3   | 3   | DNF | 10  | 5   | 10  | 15  | 12  | 7   | 5   | 8   | 14  | 13  | 13  | DNF | 10  | 10  | 8   | 9   | 16  | 91     | 11.  |
| 2015 | Jagonya Ayam with Carlin | Volkswagen | SIL | SIL | SIL | HO1 | HO1 | HO1 | PAU | PAU | PAU | MNZ | MNZ | MNZ | SPA | SPA | SPA | NOR | NOR | NOR | ZAN | ZAN | ZAN | SPI | SPI | SPI | POR | POR | POR | NÜR | NÜR | NÜR | HO2 | HO2 | HO2 | 65     | 13.  |
| 2015 | Jagonya Ayam with Carlin | Volkswagen | 7   | 18  | 4   | 9   | 7   | 11  | 15  | 14  | DNF | 13  | 5   | 6   | 22  | DNF | WD  | 7   | 7   | DNF | 16  | 10  | DNF | 8   | 10  | 12  | 15  | 4   | DNF | 14  | DNF | 14  | 20  | 12  | 13  | 65     | 13.  |

### Le-Mans-Ergebnisse
| Jahr | Team                    | Fahrzeug      | Teamkollege       | Teamkollege       | Platzierung            | Ausfallgrund |
| ---- | ----------------------- | ------------- | ----------------- | ----------------- | ---------------------- | ------------ |
| 2016 | Signatech Alpine        | Alpine A460   | Nicolas Lapierre  | Stéphane Richelmi | Rang 5 und Klassensieg |              |
| 2017 | Signatech Alpine Matmut | Alpine A470   | Romain Dumas      | Matthew Rao       | Rang 10                |              |
| 2018 | Rebellion Racing        | Rebellion R13 | Mathias Beche     | Thomas Laurent    | Rang 3                 |              |
| 2019 | Rebellion Racing        | Rebellion R13 | Nathanaël Berthon | Thomas Laurent    | Rang 5                 |              |
| 2020 | Rebellion Racing        | Rebellion R13 | Norman Nato       | Bruno Senna       | Rang 2                 |              |
| 2023 | Peugeot TotalEnergies   | Peugeot 9X8   | Loïc Duval        | Nico Müller       | Rang 27                |              |

### Sebring-Ergebnisse
| Jahr | Team       | Fahrzeug    | Teamkollege   | Teamkollege     | Platzierung | Ausfallgrund |
| ---- | ---------- | ----------- | ------------- | --------------- | ----------- | ------------ |
| 2015 | RSR Racing | Oreca FLM09 | Chris Cumming | Bruno Junqueira | Ausfall     | Defekt       |

### Einzelergebnisse in der FIA-Langstrecken-Weltmeisterschaft
| Saison  | Team               | Rennwagen               | 1   | 2   | 3   | 4   | 5   | 6   | 7   | 8   | 9   |
| ------- | ------------------ | ----------------------- | --- | --- | --- | --- | --- | --- | --- | --- | --- |
| 2016    | Signatech Alpine   | Alpine A460             | SIL | SPA | LEM | NÜR | MEX | AUS | FUJ | SHA | BAH |
| 2016    | Signatech Alpine   | Alpine A460             | 8   | 7   | 5   | 8   | 7   | 8   | 9   | 11  | 11  |
| 2017    | Signatech Alpine   | Alpine A470             | SIL | SPA | LEM | NÜR | MEX | AUS | FUJ | SHA | BAH |
| 2017    | Signatech Alpine   | Alpine A470             | 7   | 11  | 10  | 7   | 6   | 5   | 6   | 6   | 8   |
| 2018/19 | Rebellion Racing   | Rebellion R13           | SPA | LEM | SIL | FUJ | SHA | SEB | SPA | LEM |     |
| 2018/19 | Rebellion Racing   | Rebellion R13           | 3   | 3   | 1   | DNF | 5   | 7   | 2   | 5   |     |
| 2019/20 | Rebellion Racing   | Rebellion R13           | SIL | FUJ | SHA | BAH | AUS | SPA | LEM | BAH |     |
| 2019/20 | Rebellion Racing   | Rebellion R13           | 10  | 3   | 1   | 3   | 1   | 3   | 2   |     |     |
| 2021    | Glickenhaus Racing | Glickenhaus SCG 007 LMH | SPA | POR | MON | LEM | BAH | BAH |     |     |     |
| 2021    | Glickenhaus Racing | Glickenhaus SCG 007 LMH | DNF |     |     |     |     |     |     |     |     |
| 2022    | Peugeot Sport      | Peugeot 9X8             | SEB | SPA | LEM | MON | FUJ | BAH |     |     |     |
| 2022    | Peugeot Sport      | Peugeot 9X8             |     |     |     | 33  | 20  | 4   |     |     |     |
| 2023    | Peugeot Sport      | Peugeot 9X8             | SEB | POR | SPA | LEM | MON | FUJ | BAH |     |     |
| 2023    | Peugeot Sport      | Peugeot 9X8             | DNF | 5   | 17  | 27  | 19  | 7   | 8   |     |     |